# Metacanthohelea cogani
Metacanthohelea cogani är en tvåvingeart som beskrevs av Wirth och Eileen D. Grogan 1988. Metacanthohelea cogani ingår i släktet Metacanthohelea och familjen svidknott.
Artens utbredningsområde är Aldabra. Inga underarter finns listade i Catalogue of Life.